# Chabechnet
| xa · a | Y1 | b | x · n · t | pr |

| xa · a | Y1 | b | x · n · t | pr |

Chabekhnet byl umělec žijící v Dér el-Medíně za vlády Ramesse II. Byl synem Sennedžema a Iyneferti. Jeho vlastní žena byla Sahti. Byl pohřben v hrobce TT2.
Scény z jeho hrobky TT2 ukazují mnoho příbuzných jak ze strany Chabechneta, tak i jeho ženy Sahti. Chabechnetovi synové byli Sennedžem II., Piay, Bakenanuy, Cha a pravděpodobně také Mose, Anhotep, Amenemheb. Jeho dcery byly Webchet, Mutemopet, Isis, Nofretkau a Henutweret, Roy, Nodjemmut a Wabet.
V hrobce je zmíněn i jeho bratr Chons a sestra Henutweret a jeho ženy Sathi bratr Wadžšemsu a její sestra Henutwa'ti. Sahti je také zmíněna v hrobce svého bratra Nachtamuna (TT335).